# Restaurace (politika)
Restaurace je období v dějinách, vyznačující se návratem ke společenskému pořádku, který byl narušen revolucí, pučem či válkou. Moc se vrací do rukou někdejší vládnoucí vrstvy, přechodně zbavené vlivu.

## Evropa
- Dějiny Anglie: restaurace Stuartovců – obnovení monarchie v Anglii a návrat Stuartovců na anglický trůn v roce 1660
- Dějiny Francie: restaurace (Francie) – obnova Francouzského království v letech 1814-1830
- Dějiny Španělska:

1. Absolutistická restaurace (1814-1833) – obnovení absolutismu (po skončení Španělské války za nezávislost) po dobu vlády Ferdinanda VII.
2. Bourbonská restaurace (1874-1931) – obnovení vlády Bourbonů v období mezi první a druhou republikou
3. Španělský přechod k demokracii (1975-78) – obnovení monarchie po skončení Francovy diktatury[rozpor]

- Dějiny Švýcarska: restaurace (Švýcarsko) – obnovení švýcarské nezávislosti po zániku Helvétské republiky po roce 1803

## Asie
- Dějiny Japonska:

1. restaurace Kenmu (1333-1336) – tříleté období obnovení císařské vlády mezi obdobími šógunátů Kamakura a Muromači (Ašikaga).
2. restaurace Meidži – svržení šógunátu a obnovení císařské moci v Japonsku po roce 1869